# Джийн Райън
Джийн Райън (на английски: Jeanne Ryan) е американска писателка на произведения в жанра технотрилър.

## Биография и творчество
Джийн Райън е родена на Хаваите, САЩ, в семейство с 11 братя и сестри. Отраства в на Хаваите, в Южна Корея и щата Мичиган.
След дипломирането си работи в продължение на 5 години работи в Германия в сферата на отбраната по програма за симулация на военни игри, а после се премества в Сиатъл и работи за голяма фондация в областта на изследвания за младежкото развитие. Специализира и получава докторска степен по социални грижи във Вашингтонския университет. След това работи като социален работник. След раздането на първото си дете, започва да пише и да ходи на курсове по творческо писане в продължение на 8 години, преди първата си публикация..
Първият ѝ роман „Игра на нерви“ е издаден през 2012 г. „Игра на нерви“ е анонимна игра, излъчвана на живо по интернет, в която участниците трябва да изпълнят различни предизвикателства срещу неустоими награди – пари, дрехи, мотоциклети, коли, стипендии за университет. В нея вземат участие Вий и Иън, които приемат все по-трудни задачи, но в последния кръг за Голямата награда трябва да приемат, че залогът е животът им. Романът става бестселър в списъка на „Ню Йорк Таймс“ и я прави известна. През 2016 г. е екранизиран в едноименния филм с участието на Ема Робъртс, Дейв Франко и Джулиет Люис.
Джийн Райън живее със семейството си в Сиатъл, Вашингтон.

## Произведения

### Самостоятелни романи
- Nerve (2012)
Игра на нерви, изд.: ИК „Екслибрис“, София (2016), прев. Ирина Манушева
- Charisma (2015)

### Документалистика
- A study of youth risk and protective factors. Social Work (1999)

### Екранизации
- 2016 Игра на нерви, Nerve – по романа